# Кривошеинцы
Кривоше́инцы (укр. Кривошиїнці) — село, входит в Сквирский район Киевской области Украины.
Население по переписи 2023 года составляло 870 человека. Почтовый индекс — 09013. Телефонный код — 4568. Занимает площадь 3,86 км². Код КОАТУУ — 3224083201. Западнее села берёт начало река Сквирка.

## Известные люди
В селе родился Михаил Степанович Бодашевский — советский строитель, Герой Социалистического Труда.

## Местный совет
09013, Київська обл., Сквирський р-н, с. Кривошиїнці, вул. Сквирська,87